# Montañas Bunya
La sierra de Bunya es un distintivo conjunto de picos formando una sección aislada de la Gran Cordillera Divisoria en el sur de Queensland. La cadena montañosa forma el límite norte de Darling Downs cerca de Dalby. Las montañas están al sur de Kingaroy y justo al suroeste de Nanango.
La cadena se levanta a una elevación promedio de 975 metros sin embargo las dos más altas montañas, Monte Kiangarow y Monte Mowbullan, se elevan a aproximadamente 1100 m. Las montañas están cubiertas con antiguos bosques de coníferas que coexisten con algunas otras características naturales únicas – 'calvas' (balds) o planicies abiertas, trepadoras, y bosques esclerófilos.
Partes del bosque fueron una vez talados por sus maderas incluyendo el cedro rojo, el pino bunya y el pino de Queensland. Sin embargo, la mayor parte de los picos están sin clarear y están cubiertos de bosques ya que la cordillera era muy escarpada para los primeros taladores.

## Atracción Turística

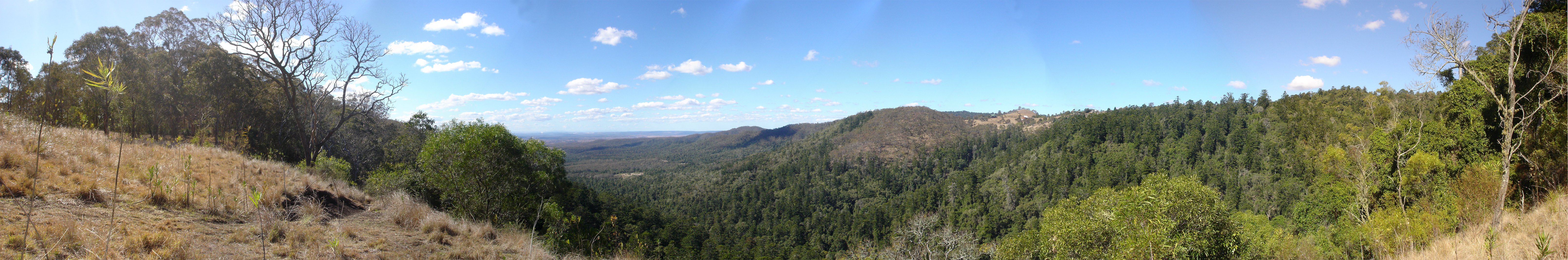
Vista desde el noreste de las Montañas Bunya sobre las regiones de Lower Burnett y Kingaroy.

Se estableció el  parque nacional Montañas Bunya. Hay muchos lugares de pícnic, caminos peatonales, miradores y unos pocos terrenos de acampada en la cordillera, así como una variedad de casas de campo y alojamiemiento para grupos de familias y amigos y también campos escolares. A lo largo de caminos peatonales, los cuales llevan a los miradores que ofrecen vistas del campo circundante, flora como helechos incluyendo los platycerium así también como el único pino bunya pueden ser vistos. Las cascadas se añaden a la belleza escénica.

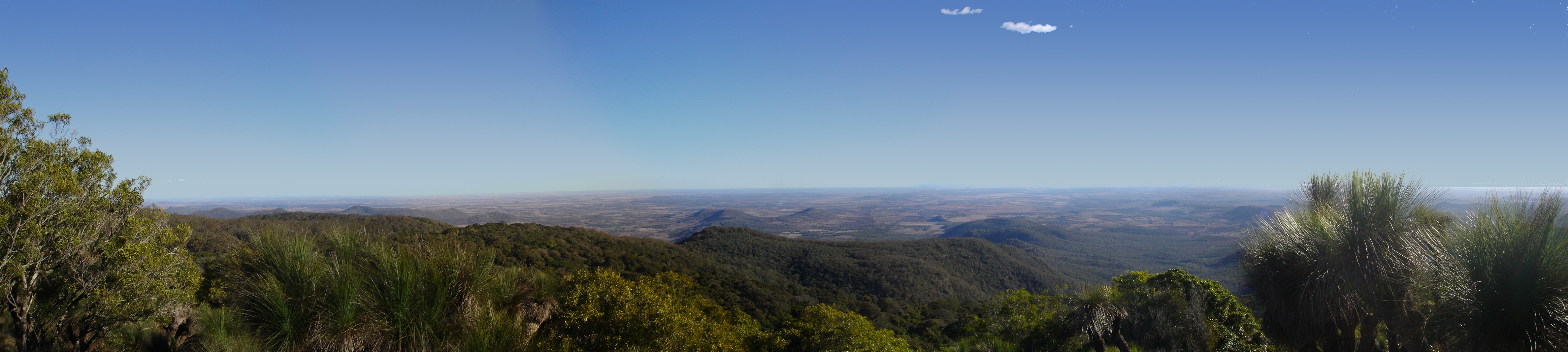
Vista este desde el Monte Kiangarow sobre Darling Downs.

En los pequeños parches de tierra clareada que son usados por los turistas, aves coloridas tales como loros rey y rosellas pueden ser vistas. Fauna como walabíes, pavos de matorral, koalas, equidnas y possums también pueden ser vistos. El único pino bunya es conocida por sus nueces bunya que fueron una comida favorita de los aborígenes australianos.